# Переста Юрій Васильович
Переста Юрій Васильович (10 січня 1939, село Шелестово, Мукачівський район, Закарпаття — 2005) — український та радянський промисловий керівник. Заслужений працівник промисловості України.

## Біографія
Народився в селі Шелестові Мукачівського району в багатодітній сім'ї робітника. 

## Освіта
В 1956 році закінчив Мукачівський кооперативний технікум, а в 1960 році — Львівський торгово-економічний інститут за спеціальністю економіст-бухгалтер.
Юрій Переста — учасник вторгнення у Чехословаччину 1968 року, майор запасу.

## Трудова діяльність
Виробничу діяльність почав на Мукачівській швейній фабриці начальником планово-виробничого відділу. Потім працював заступником директора заводу комплектних лабораторій, а у 1971–1973 роках — заступником директора заводу «Точприлад».
З 1973 року працював заступником генерального директора Мукачівського виробничо-трикотажного торговельного об'єднання «Мрія», а у 1979–1998 роках — генеральним директором цього об'єднання, яке вважалося одним з флагманів легкої промисловості України. 20 років об'єднання постійно нарощувало обсяги виробництва, випуск яких у 1990 році становив 24 млн штук трикотажних виробів високої якості. Об'єднання — одне з перших у Радянському Союзі почало виробництво із давальницької сировини, що врятувало легку промисловість Мукачевого від повного призупинення. У 1980 році працювало спільно з підприємством «Татра-Світ», місто Світ, ЧССР.
Був делегатом з'їзду профспілок СРСР у Москві. Керівники міста, виробничих колективів і організацій обрали його в 1990 році головою ради директорів міста.
Помер у 2005 році.

## Політична діяльність
П'ять разів обирався депутатом Мукачівської міської ради, двічі — депутатом Закарпатської обласної ради; членом виконкому Мукачівської міської ради, двічі — заступником голови комісії з промисловості і побуту Закарпатської обласної ради, чотири рази — головою планово-бюджетної комісії виконкому Мукачівської міської ради.

## Сім'я
Син Юрія Васильовича — Переста Юрій Юрійович (1966) — декан стоматологічного факультету Ужгородського національного університету.

## Відзнаки
Юрій Переста нагороджений орденом Дружби народів, орденом «Знак пошани» та трьома медалями.
За успішну участь у виробничій діяльності Юрію Пересті було присвоєно звання Заслуженого працівника промисловості України. 
10 березня 1998 р. — присвоєно звання почесного громадянина міста Мукачева  (рішення 13 сесії ХХІІ скликання Мукачівської міської ради) - за активну участь у громадсько-політичному житті Мукачевого.

## Джерело
- Пагиря В. В., Федів Є. Т. Творці історії Мукачева. — Ужгород : ТДВ «Патент», 2011. — 120 с., іл. ISBN 978-617-589-012-7